# 诺曼·欧勒
诺曼·欧勒（Norman Ohler，1970年2月4日—）是一位德国作家、小说家、剧本作家，曾在汉堡学习新闻学，其最著名的著作是《亢奋战：纳粹嗑药史》（Der totale Rausch: Drogen im Dritten Reich/ Blitzed: Drugs in Nazi Germany），该书已被译成30多种语言。

## 代表作
- 《亢奋战：纳粹嗑药史》（Der totale Rausch: Drogen im Dritten Reich/ Blitzed: Drugs in Nazi Germany）
- 《生活方程式》（	Die Gleichung des Lebens）
- 《波希米亚人：第三帝国柏林地下抵抗运动中的爱情与牺牲》（The Bohemians: The Lovers Who Led Germany’s Resistance Against the Nazis）